# Faiditi
I Cavalieri Faiditi (o semplicemente i Faiditi o Faydit), erano cavalieri occitani che, avendo combattuto conto i crociati della Crociata albigese, persero i loro feudi e possedimenti.
Il rifiuto di unirsi alle truppe crociate assoggettandosi al loro capo Simone di Montfort o, ancor peggio, l'ammissione di essere seguaci dell'eresia càtara, comportava nella maggior parte dei casi la perdita dei propri possedimenti. Il conte Raimondo VI di Tolosa ebbe con sé nella battaglia di Muret una gran quantità di Faiditi.
La sconfitta del figlio primogenito di Simone IV di Montfort Amaury VII di Montfortnel 1224 rese possibile ad alcuni Faiditi di rientrare nel possesso dei beni perduti, che però persero nuovamente dopo breve tempo (1226), in occasione della crociata condotta dal re di Francia  Luigi VIII.
I nuovi rapporti di forza furono definitivamente regolati con il Trattato di Meax-Parigi ed i feudi espropriati furono assegnati a nuovi vassalli fedeli alla corona di Francia.
Un gran numero di nobili della Linguadoca trovò accoglienza nel loro esilio presso la corte di Giacomo I, re d'Aragona, che era sovrano di molti feudi della Linguadoca.
Principalmente furono i Faiditi fuoriusciti dal Rossiglione che combatterono contro lo stabilirsi della signoria francese in Occitania e contro l'insorgente Inquisizione. La guerriglia trovò il suo apice con la fallita insurrezione di Raimond II di Trencavel nel 1240.
In seguito un sempre maggior numero di Faiditi si sottomisero alla corona di Francia ponendosi al suo servizio, fra i quali Oliviero di Termes, che nel 1255 assediò la fortezza càtara di Quéribus e mise in prigione il suo ex compagno di battaglia Chabert di Barbaira.

## Elenco dei Faiditi più noti
- Aymeric de Montlaur
- Aimery di Roquefort
- Arnaldo Ruggero di Mirepoix
- Arnaldo di Villemur
- Augier de Rabat
- Berengario di Cucugnan
- Bernardo Giordano de l'Isle-Jourdain
- Bernardo-Ottone di Niort
- Chabert di Barbaira
- Giordano di Cabaret
- Giordano di Saissac
- Giordano Hunaud di Lanta
- Guglielmo di Niort
- Guglielmo V di Minerve
- Guglielmo di Peyrepertuse
- Guglielmo Hunaud di Lanta
- Guiraud de Gourdon
- Guiraud de Pépieux
- Guiraud-Amiel de Villallier
- Guiraud Hunaud de Lanta
- Oliviero di Termes
- Ozile di Morlhon
- Pelfort de Rabastens
- Pietro di Cucugnan
- Pietro V di Fenouillet
- Pietro-Géraud de Routier
- Pietro Ruggero di Cabaret
- Pietro Ruggero di Mirepoix il Giovane
- Pons di Mirabel
- Raimondo Sans di Rabat
- Raimondo di Péreille
- Raimondo Hunaud di Lanta
- Raimondo di Roquefeuille
- Raimondo VI di Tolosa
- Raimondo VII di Tolosa
- Raimondo II di Trencavel
- Raoul de Laure
- Sicard de Puylaurens